# Nassef Sawiris
Nassef Sawiris (arabisch ناصف ساويرس, DMG Nāṣif Sāwīris; * 19. Januar 1961 in Kairo) ist ein ägyptisch-belgischer Unternehmer und Milliardär.

## Leben
Sawiris entstammt einer wohlhabenden koptischen Familie. Sein Vater Onsi Sawiris hatte 1950 ein Bauunternehmen gegründet, das 1961 nationalisiert wurde. Nach einer Zeit im libyschen Exil gründete er nach seiner Rückkehr 1972 Orascom.  Nassef Sawiris ältere Brüder sind Naguib Sawiris (* 1954) und Samih Sawiris (* 1957). Sawiris besuchte die Deutsche Evangelische Oberschule in Kairo und erwarb 1982 einen Abschluss in  Wirtschaftswissenschaften an der University of Chicago.
Seit 1982 übernahm Nassef Sawiris Führungsaufgaben bei OCI; 1998 stieg er zum CEO dieser Unternehmensgruppe auf, die sich heute auch auf die Herstellung von Düngemitteln konzentriert. 2008 verkaufte Sawiris die Zement- und Baumaterialgruppe seines Unternehmens für 12,8 Milliarden US-Dollar an das französische Bauunternehmen Lafarge, in dessen Vorstand er von 2008 bis zur Fusionierung von Lafarge mit Holcim (2015) tätig war. 2008 erfolgte auch der Einstieg in den Düngemittel-Sektor. Mit Stand 2022 agieren die Unternehmen von Sawiris vor allem im Bausektor sowie im Düngemittelbereich. Seit 2015 zählt er zu den Großaktionären von Adidas und ist dort Mitglied im Aufsichtsrat. Er besitzt zudem ein größeres Aktienpaket von Holcim. 2018 übernahm er zusammen mit dem amerikanischen Milliardär Wes Eden den englischen Fußballclub Aston Villa. Im Februar 2023 erwarb das Unternehmen der beiden 46 % des portugiesischen Erstligisten SC Vitória Guimarães. Ende 2020 erwarb Sawiris eine fünfprozentige Beteiligung an der Madison Square Garden Sports Corp., der das Basketballteam New York Knicks und das Eishockeyteam New York Rangers gehören.
Forbes Magazine schätzte das Vermögen von Sawiris im Juni 2022 auf 7,9 Milliarden US-Dollar. Bloomberg bezeichnete ihn zwei Monate zuvor als reichsten Ägypter. Er ist verheiratet und hat vier Kinder.